# Sdružení právnických osob pro rozvoj Šluknovska
Sdružení právnických osob pro rozvoj Šluknovska je zájmové sdružení v okresu Děčín, jeho sídlem je Šluknov a jeho cílem je koordinace společného postupu při realizaci záměrů ve městech a obcích Šluknovského výběžku. Sdružuje celkem 18 obcí a dvě organizace a byl založen v roce 1999.

## Obce sdružené v mikroregionu
- Rumburk
- Šluknov
- Varnsdorf
- Dolní Poustevna
- Jiříkov
- Krásná Lípa
- Lipová
- Mikulášovice
- Velký Šenov
- Vilémov
- Rybniště
- Chřibská
- Dolní Podluží
- Horní Podluží
- Staré Křečany
- Lobendava
- Doubice
- Jiřetín pod Jedlovou
- Agrární komora Děčín
- Okresní hospodářská komora Děčín